# Vítor Campos
Pour les articles homonymes, voir Campos.
Vítor Campos, de son nom complet Vítor José Domingos Campos, est un footballeur portugais né le 11 mars 1944 à Torres Vedras et mort le 8 mars 2019 à Coimbra. Il évoluait au poste de milieu droit.

## Biographie

### En club
Vítor Campos joue pendant toute sa carrière sous les couleurs de l'Académica de Coimbra,,.
Il découvre la première division portugaise lors de la saison 1963-1964,,.
Il est le coéquipier de joueurs comme son frère Mário Campos, Manuel António ou Rui Rodrigues et fait partie de la grande équipe de l'Académica.
L'Académica atteint les quarts de finale de la Coupe des vainqueurs de coupe lors de la saison 1969-1970 : il dispute notamment le quart de finale contre Manchester City perdu après prolongations 1-0 sur le match retour.
Vítor Campos vit une relégation à la fin de la saison 1971-1972 mais aussi un titre de champion de deuxième division portugaise dès la saison suivante,,.
Il raccroche les crampons à l'issue de la saison 1975-1976,,.
Il dispute un total de 248 matchs pour 22 buts marqués en première division portugaise,. Au sein des compétitions européennes, il dispute 5 matchs en Coupe des vainqueurs de coupe et 4 rencontres en Coupe des villes de foires/Coupe UEFA pour aucun but marqué.

### En équipe nationale
International portugais, il reçoit une unique sélection en équipe du Portugal le 27 mars 1967 en amical contre l'Italie (match nul 1-1 à Rome).

## Palmarès
Académica de Coimbra
- Championnat du Portugal D2 (1) :
  - Champion : 1972-73.